# 希伯倫 (馬里蘭州)
希伯倫（英語：Hebron）是一個位於美國馬里蘭州威科米科縣的市鎮。

## 人口
根據2020年美國人口普查的數據，希伯倫的面積為3.40平方千米，當中陸地面積為3.40平方千米，而水域面積為0.00平方千米。當地共有人口1113人，而人口密度為每平方千米327人。